# Restauradoras con Glitter
Restauradoras con Glitter es una colectiva feminista mexicana que realiza conservación de iconoclasia en las manifestaciones de México. Defiende el principio de que el deterioro de un monumento es reversible, pero la violencia de género no.
Está conformado por mujeres especializadas en restauración arquitectónica, conservación del patrimonio cultural, antropología, historia, sociología y artes, entre otras.

## Historia
La agrupación surgió tras la marcha #NoMeCuidanMeViolan, que ocurrió en la Ciudad de México el 16 de agosto de 2019.

Busca concientizar respecto a la necesidad de poner más atención en:
el grito de ayuda de las mujeres que en las pintas a monumentos, pues sus integrantes se sienten vinculadas a la inseguridad que viven las mujeres, sobre la que exigen respuestas.
Durante esa movilización se pintaron 565 consignas en el basamento de la columna del Ángel de la Independencia, entre ellas México feminicida y No se va a caer, lo vamos a tirar. Dos mujeres iniciaron un grupo en Facebook para discutir con especialistas en estudios de patrimonio cultural las críticas que se hicieron a las pintas.
Tras la marcha #NoMeCuidanMeViolan, Restauradoras con Glitter pidió conservar las pintas del Ángel de la Independencia al menos un año como señal de respeto a las demandas de mujeres, pues representan el hartazgo contra la inseguridad y la violencia.  
Sus integrantes consideran que la vida de las mujeres es más importante que las piedras y que las pintas no son actos vandálicos, sino llamados a la reflexión contra la violencia.

## Acciones
El colectivo promovió ante la Secretaría de Cultura una petición, dada a conocer en redes sociales, para pedir el registro de las pintas del Ángel de la Independencia en un archivo histórico de la memoria colectiva de México. 547 arquitectas, historiadoras del arte, arqueólogas y especialistas en conservación y restauración se sumaron a esa iniciativa.
Uno de sus objetivos fue documentar la técnica de las pintas, pero también los mensajes de los grafitis, como en cualquier trabajo de restauración o conservación. Exploraron diferentes posibilidades, incluso el registro tridimensional con drones.